# Sumpstarr
Sumpstarr (Carex magellanica) är en gräslik växtart inom familjen halvgräs.